# Шомон деван Дамвиле
Шомон деван Дамвиле (фр. Chaumont-devant-Damvillers) насеље је и општина у североисточној Француској у региону Лорена, у департману Меза која припада префектури Верден.
По подацима из 2011. године у општини је живело 51 становника, а густина насељености је износила 9,53 становника/km². Општина се простире на површини од 5,35 km². Налази се на средњој надморској висини од 235 метара (максималној 329 m, а минималној 218 m).

## Демографија
| 1962. | 1968. | 1975. | 1982. | 1990. | 1999. | 2011. |
| ----- | ----- | ----- | ----- | ----- | ----- | ----- |
| 60    | 68    | 45    | 30    | 38    | 35    | 51    |

График промене броја становника у току последњих година